# Pârâul Rece, Brașov
Pârâul Rece este o localitate componentă a orașului Predeal din județul Brașov, Transilvania, România.
Stațiune climaterică de interes general, situată la 960 m altitudine, Pârâul Rece este poziționată la confluența dintre Râsnoava si Pârâul Mic, fiind localitate componentă a orașului Predeal. Stațiunea Pârâul Rece este legată de Predeal printr-o șosea modernizată, lungă de 8 km. Este localitate componentă a orașului Predeal, numită și "stațiunea elevilor și studenților". Beneficiind de un cadru natural pitoresc, stațiunea este excelentă, în anotimpul rece, pentru schi, dispunand de aer curat, soare și lumină în tot timpul anului. Există multe oportunitați de explorare a zonei și organizare de excursii și drumeții în orice sezon. Posibile destinații sunt: Sinaia, Castelul Peleș, Cota 1400, Râșnov , Poiana Brașov, Brașov,  Prejmer, Hărman, Sighișoara, Făgăraș, Bran, Moeciu, Fundata, Pestera, Cabana Trei Brazi este la ½ oră de mers cu piciorul, iar Poiana Brașov se afla la 5 ore de mers (traseu foarte greu). Predealul este un punct de plecare ales pentru drumeții si ascensiuni montane. Pe Cioplea, telescaunul funcționează în tot cursul anului. Stațiunea Pârâul Rece, destinată tineretului în special, dispune de hoteluri, vile, terenuri de sport, club cu sală de spectacole, bibliotecă, discotecă, pârtii de schi dotate cu teleschi și babyschi. Drumeții se poate face către cabanele din zonă: Trei Brazi, Cabana Secuilor, Diham, Poiana Izvoarelor, Mălaiești, sau traseele din Munții Bucegi. Condițiile climatului stațiunii Pârâul Rece recomandă stațiunea pentru tratarea nevrozelor astenice, stărilor de debilitate, a surmenajului fizic și intelectual, rahitismului, afecțiunilor endocrine, tulburărilor de creștere la copii.

## Galerie de imagini

Vedere din Paraul Rece

## Climat
Stațiunea Pârâul Rece are un climat montan tonic, cu veri răcoroase și ierni friguroase. Temperatura medie anuală este de 5 °C, temperatura medie a lunii iulie de aproximativ 15 °C, iar cea a lunii ianuarie de -5 °C. Precipitațiile însumează valori medii anuale de 900 mm. Ninsorile abundente și temperaturile scăzute determină ca zăpada să persiste aproximativ 120 de zile pe an.  Climatul stațiunii este stimulant, cu presiune atmosferică scăzută, aerul fiind curat, bogat in radiații ultraviolete, cu o ionizare puternică a atmosferei, remarcându-se prin lipsa prafului și a factorilor alergeni.